# David Siegel (guionista)
David Siegel és un director, guionista i productor de cinema estatunidenc, que forma part d'un equip de producció, i guionista des de fa temps amb el cineasta Scott McGehee. Va guanyar el premi a la millor direcció al XXVII Festival Internacional de Cinema Fantàstic de Sitges.

## Filmografia
| Any  | Títol            | Director | Productor | Guionista |
| ---- | ---------------- | -------- | --------- | --------- |
| 1994 | Suture           | Sí       | Sí        | Sí        |
| 1999 | Lush             | No       | Sí        | No        |
| 2001 | The Deep End     | Sí       | Sí        | Sí        |
| 2005 | Bee Season       | Sí       | No        | No        |
| 2008 | Uncertainty      | Sí       | Sí        | Sí        |
| 2012 | What Maisie Knew | Sí       | No        | No        |
| 2021 | Montana Story    | Sí       | Sí        | Sí        |

Productor executiu
- The Business of Strangers (2001)
- Life of the Party (2018)